# Billingsfors IK
El Billingsfors IF fue un equipo de fútbol de Suecia que alguna vez jugó en la Allsvenskan, primera división de fútbol en el país.

## Historia
Fue fundado el 26 de mayo de 1906 en la ciudad de Billingsfors como el club representante de la ciudad. tras pasar 13 años en la segunda categoría logran el ascenso a la Allsvenskan por primera vez en la temporada de 1946/47, con el triste antecedente de ser el peor equipo que ha participado en una temporada en la Allsvenskan, ya que solo sumaron tres puntos en 22 partidos, y esos puntos fueron tres empates: 1-1 ante Djurgardens IF el 1 de septiembre de 1946, 2-2 ante el IF Elfsborg el 8 de septiembre de 1946 y 1-1 ante el Örebro SK el 26 de mayo de 1947, y solo uno de ellos (el primero) fue en condición de visitante, anotaron 28 goles y recibieron 84, descendiendo de categoría junto al Örebro SK.
Luego de la desastrosa temporada en la máxima categoría, el club pasó por la segunda y tercera categoría gran parte de los años siguientes, pero a finales del siglo XX el club ya militaba en las divisiones regionales, al punto que en la temporada 2011 ya militaba en la octava categoría del fútbol sueco.
El 19 de abril de 2012 el club es absorbido por el Ärtemarks IF y oficialmente desaparece.

## Palmarés
- Division 2 Vastra: 3

1935/36, 1943/44, 1945/46
- Division 3 Nordvastra: 1

1931/32
- Division 6 Dalsland: 1

2005

## Jugadores

### Jugadores destacados
- Ingvar Rydell

## Afiliaciones
- Dalslands Fotbollförbund.[10]